# Schlacht um Ati
Die Schlacht um Ati war eine entscheidende Schlacht im Libysch-Tschadischen Grenzkrieg zwischen einer Koalition aus Rebellengruppen und den libyschen Streitkräften, sowie der tschadischen Armee, unterstützt von französischen Einheiten.

## Vorgeschichte
1978 führte die bedeutendste pro-libysche Rebellengruppe, die FAP, unter Goukouni Oueddei eine Offensive gegen tschadische Stellungen im Nord-Tschad. Dabei wurden sie von libyschen Streitkräften unterstützt, da Libyen unter dem Machthaber Gaddafi bestrebt war, den Nord-Tschad unter seine Kontrolle zu bringen. Nach der Schlacht von Faya-Largeau und weiteren militärischen Erfolgen war Oueddei gestärkt und marschierte mit seinen Truppen in die südlicher liegende Hauptstadt N’Djamena. In Anbetracht dieser Bedrohung entschied der französische Präsident Valéry Giscard d’Estaing, Truppen, unter anderem der französischen Fremdenlegion, in den Tschad zu entsenden, um zumindest den Fall der Hauptstadt gegen die schnell vorrückende FAP zu verhindern. Die 2500 französischen Soldaten bildeten gemeinsam mit den tschadischen Streitkräften eine Verteidigungslinie von Salal und Ati bis Abeche und Arada, in etwa auf Höhe des 15. Breitengrades.

## Verlauf
Am 19. Mai 1978 griffen die schnell vorrückenden FAP-Kämpfer die Garnison von Ati an, diese war allerdings kurz zuvor von französischen Truppen verstärkt worden. In der folgenden zweitägigen Schlacht erlitt die FAP schwere Verluste und musste sich mit der Bilanz von 2000 Toten bei Ati in die besetzten Gebiete im Nord-Tschad zurückziehen. Damit war eine Bedrohung der Gebiete im Süd- und Zentral-Tschad vorerst abgewendet.